# 아사달 (기업)
주식회사 아사달은 대한민국의 인터넷 전문기업으로, 설립자 겸 대표이사는 서창녕이다. 1998년 2월 15일에 아사달인터넷정보회사라는 개인 회사로 설립되었고, 2000년 4월 14일에 주식회사로 변경되었다. 도메인, 호스팅, 디자인몰, 솔루션몰, 홈페이지 제작, 모바일 등 인터넷 서비스를 하고 있다.

## 역사
아사달은 1998년 2월 15일, 아사달인터넷정보회사라는 사명으로 설립되었고, 2000년 4월 14일에 회사의 이름을 '아사달인터넷주식회사'로 바꾼 아사달은, 개인회사에서 법인 회사로 전환하였다. 사업 영역을 도메인 등록에서 웹 호스팅, 홈페이지 제작까지 넓혔다. 2002년 3월에 인터넷제국의 웹호스팅 사업을 인수한 아사달은 2002년 7월, 아사달인터넷(주)는 한국인터넷진흥원(KRNIC)의 .kr 도메인 등록 공인사업자 5개 중 한 곳으로 선정되었다.
아사달은 com, net, kr 도메인 등록 전문업체로 오늘과내일, 넷피아, 정보넷, 블루웹 등 여러 인터넷 기업들을 kr 도메인 등록대행 리셀러(Reseller)로 모집하였다. 2003년 7월에 회사명을 아사달로 변경 하고 각종 신규사업 진출을 모색하였다. 2003년 9월, 중국 베이징(北京)에서 남북경협을 전담하는 북한의 민족경제협력연합회(민경련) 산하 삼천리총회사와 소프트웨어 개발 협력사업 의향서를 체결했다. 여러 영업권 인수를 통해 아사달은 호스팅 분야의 고객을 다수 확보하고 매출이 성장하였다.
2007년 6월 아사달은 디자인정글에서 운영하는 디자인콘텐츠 유통 사이트인 디소의 영업권을 인수하면서 한국 1위의 디자인몰 서비스 업체로 성장하였다. 같은 해 한국디자인콘텐츠제작자협회를 설립하고 회장에 선임되었다. 2008년 8월 25일에 중화인민공화국 지린 성 옌지 시의 개발구(开发区)에 연길아사달과기개발유한공사(延吉阿斯达科技开发有限公司)라는 중국 현지 법인을 설립 한 아사달은 일본에는 2009년 9월 14일에 도쿄도 신주쿠구에 주식회사아사달(株式会社アサダル)이라는 현지 자회사를 설립하였다. 2011년 6월에 아사달은 모바일 서비스에 진출하고 모바일 포털 사이트를 오픈했다. 음식점, 부동산, 미용실 등 업소들을 대상으로 모바일 홈페이지 제작 서비스를 시작하여 1만개 이상의 스마트폰 홈페이지를 제작했다.
2014년 한국저작권위원회의 UCI 지원 사업에 따라 아사달 디자인몰에서 판매 중인 190만건의 디자인 콘텐츠 전체에 대해 국가디지털콘텐츠식별체계 코드를 부여해 등록 완료했다.
2025년 7월 22일 벤처기업협회 산하 AX 브릿지위원회 주최로 열린 ‘제1차 AX 정기 웨비나’에서, 아사달은 AI 통합 업무 솔루션 ‘AI 프로’를 발표했다.

## 수상
- 2008년 7월 3일 디지털콘텐츠대상 문화체육관광부 장관상[12]
- 2008년 10월 29일 데이터품질관리대상 (문화체육관광부 주최, 한국데이터베이스진흥센터 주관)[13]
- 2008년 12월 15일 디지털콘텐츠대상 대통령상[14][15]